# Globo de Ouro (Itália)
O Globo de Ouro (em italiano:  Globo d'oro) é um prémio cinematográfico italiano concedido anualmente pela Associação da Imprensa Estrangeira na Itália (Associazione stampa estera in Italia).

## História
Em 1959, a Associação da Imprensa Estrangeira na Itália e os críticos de cinema John Francis Lane, Melton Davis e Klaus Rhüle queriam prestar homenagem ao cinema italiano, o ápice da cultura mundial naquela época, criando um prémio ad hoc na sequência dos Prémios Globo de Ouro do cinema estado-unidense. A primeira cerimónia de premiação foi realizada em 1960, com o filme Un maledetto imbroglio do realizador Pietro Germi sendo o vencedor. As categorias do prémio foram ampliando-se com o passar do tempo, sendo incluindo também as categorias dos outros profissionais da indústria cinematográfica.
As edições de 1981 e 1982 contaram com a participação do ex-presidente da República Italiana, Sandro Pertini. Em 1995 foi criado o Prémio de Carreira e em 2001 o prémio de melhor filme europeu. É considerado atualmente um dos três prémios cinematográficos mais importantes da Itália, ao lado dos prémios David di Donatello e Nastro d'Argento.

## Prémios
- Globo de Ouro de melhor filme
- Globo de Ouro de melhor primeiro filme
- Globo de Ouro de melhor realização
- Globo de Ouro de melhor ator
- Globo de Ouro de melhor atriz
- Globo de Ouro de melhor ator revelação
- Globo de Ouro de melhor atriz revelação
- Globo de Ouro de melhor argumento
- Globo de Ouro de melhor direção de fotografia
- Globo de Ouro de melhor música
- Globo de Ouro de melhor filme de comédia
- Globo de Ouro de Carreira
- Globo de Ouro de melhor filme europeu
- Grande Prémio da Imprensa Estrangeira
- Globo de Ouro de melhor curta-metragem
- Globo de Ouro de melhor documentário